# Thorelliola monoceros
Thorelliola monoceros är en spindelart som först beskrevs av Karsch 1881.  Thorelliola monoceros ingår i släktet Thorelliola och familjen hoppspindlar. Inga underarter finns listade i Catalogue of Life.